# Wydawnictwo Sejmowe
Wydawnictwo Sejmowe – wydawnictwo Sejmu Rzeczypospolitej Polskiej działające w strukturze Kancelarii Sejmu. Zostało utworzone w celu upowszechniania dorobku legislacyjnego Sejmu oraz wiedzy o historii parlamentaryzmu, a także publikacji, które mogą zostać wykorzystane w pracach parlamentu.
Siedziba Wydawnictwa Sejmowego znajduje się w domu im. Wojciecha Sawickiego przy ul. Zagórnej 3 w Warszawie a księgarnia w budynku Komisji Sejmowych przy ul. Wiejskiej 1.

## Działalność
Wydawnictwo Sejmowe powstało w grudniu 1990 z inicjatywy pierwszego po wolnych wyborach Szefa Kancelarii Sejmu, Ryszarda Stemplowskiego.
Swoje publikacje wydawnictwo adresuje do parlamentarzystów, prawników, historyków, politologów, dziennikarzy i studentów kierunków humanistycznych uczelni, a także osób zainteresowanych tematyką historyczno-parlamentarną i społeczno-prawną.
Wydawnictwo wydaje m.in. serie: Parlamenty, Konstytucje, Wiedza o Sejmie, Systemy konstytucyjne państw świata, a także biografie, leksykony, albumy i przewodniki po Sejmie kolejnych kadencji zawierające biogramy posłów. Wspólnie z Biurem Komisji Sejmowych przygotowało pionierską serię wydawniczą poświęconą kulturze mniejszości narodowych w Polsce. Jest również wydawcą miesięcznika „Kronika Sejmowa”, dwumiesięcznika „Przegląd Sejmowy” oraz książek, opracowań i czasopism Biura Analiz Sejmowych. 
Od lutego 2024 przestało być odrębną komórką organizacyjną i weszło w skład Biura Komunikacji Społecznej Kancelarii Sejmu.